# 대중공화운동
대중공화운동(프랑스어: Mouvement Républicain Populaire)은 프랑스 제4공화국과 제5공화국 시기에 존재했던 프랑스의 기독교 민주주의 정당이다. 제4공화국 시기에 여러 차례 내각에 참여했으며, 로베르 쉬망, 조르주 비도, 피에르 플랭랭을 총리로 배출했다. 1967년 민주중도로 개편되며 사라졌다.